# MOS Burger

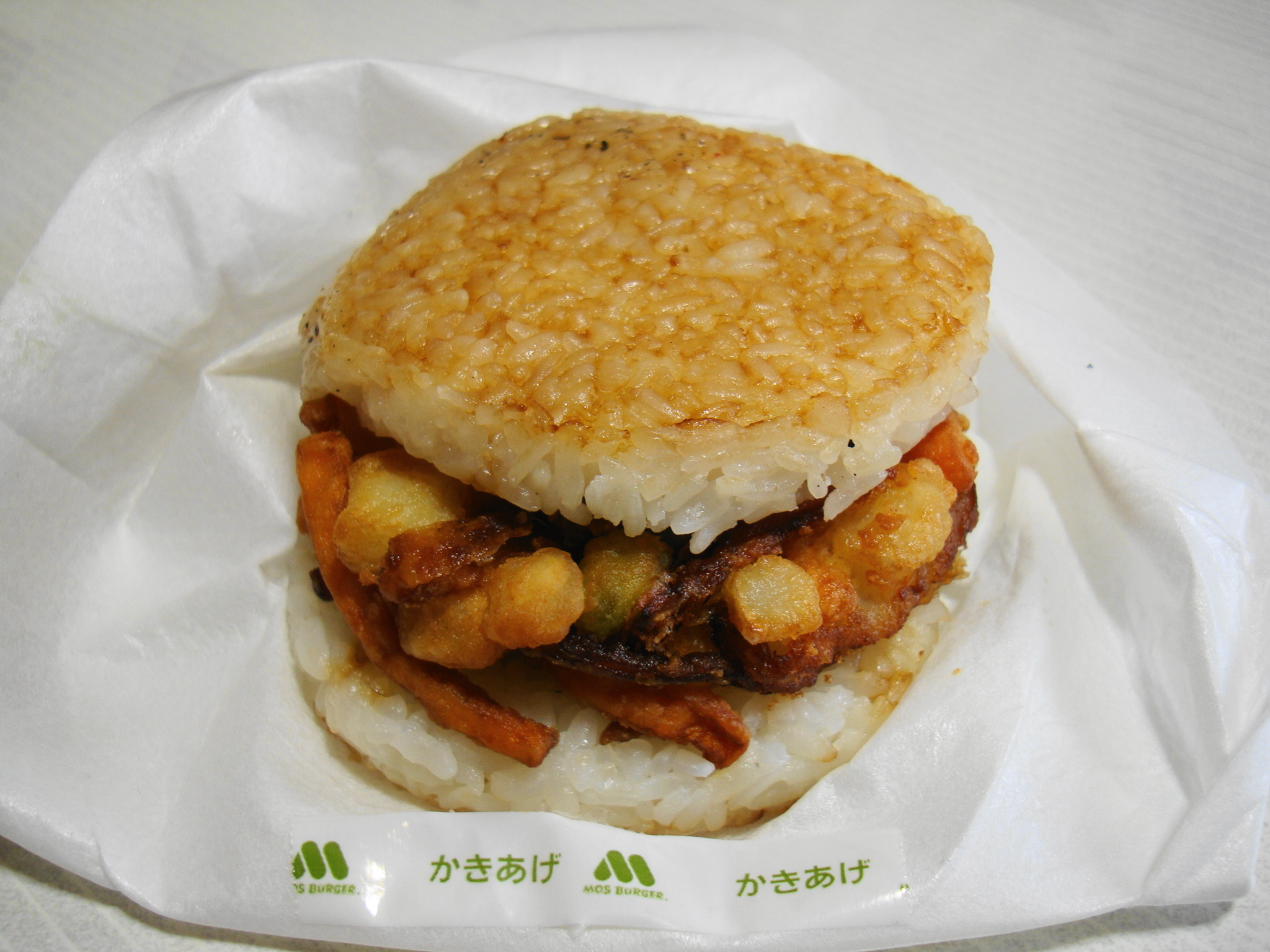
MOS Rice burger

MOS Burger est une chaîne de restauration rapide venant du Japon, fondée en 1972. « MOS » est un acronyme de Mountains, Ocean, et Sun.
MOS Burger est actuellement la chaine la plus populaire dans le pays après McDonald's, et possède de nombreux établissements en Extrême-Orient, comme en Chine, Malaisie, Taïwan, Thaïlande, Singapour et Hawaii. En 2011, la société gérait plus de 1 300 restaurants au Japon et environ 200 en Chine et en Asie du Sud-Est.
Le hamburger standard vendu par le restaurant se nomme aussi MOS Burger, et a été le tout premier produit vendu par le restaurant. MOS Burger vend des produits de restauration rapide qui, s'ils semblent typiques au premier œil, ont une touche asiatique, tel que le Rice burger, sandwich composé de pâte de riz au lieu du pain conventionnel. Des hamburgers « de saison » sont disponibles à différents moments de l'année.